# دژان تامسون
دژان پاتریک تامسون (به انگلیسی: Desson Patrick Thomson) نویسنده سخنرانی در دولت اوباما و منتقد سابق فیلم واشینگتن پست است.

## زندگی‌نامه
تامسون از سال ۱۹۷۵ تا ۱۹۷۹ در دانشگاه امریکن حضور داشت، در بهار سال ۱۹۸۰ با مدرک تحصیلی در رشته ارتباطات بصری و مطالعات سینما فارغ‌التحصیل شد.